# Obleganje Groenla (1597)
Obleganje Grola leta 1597 je bilo obleganje trdnjave Grol, ki se zdaj imenuje Groenlo, s strani vojske deželnih stanov Nizozemske, ki jo je vodil Mavricij Nassauski (kasneje Oranski knez), med nizozemsko osemdesetletno vojno. Obleganje je trajalo od 11. do 28. septembra, nato pa so trdnjavo Grola zavzeli oblegovalci. Obleganje je bilo del Mavricijevega pohoda leta 1597, ene Mavricijevih uspešnih ofenziv proti Špancem v njegovem desetletju.
Mavricij je že leta 1595 oblegal Grol, vendar je stari general Cristóbal de Mondragón s svojo vojsko uspel preprečiti zavzetje Grola. Po Mondragonovi smrti leta 1596 je Mavriciju leta 1597 za republiko uspelo zavzeti Grol. Grol je nato ostal v rokah Generalnih stanov Nizozemske do obleganja Grola leta 1606, ki ga je izvedel Ambrosio Spinola .

## Zgodovina
Utrjeno mesto Grol je bilo majhno, a relativno pomembno mesto na vzhodu republike, predvsem zaradi lege na meji z nemškimi območji. Imel je strateško mesto na trgovski poti med Nemčijo in nizozemskimi hanzeatskimi mesti, kot sta Deventer in Zutphen. Grol je bil na težko dostopnem območju z gozdovi in močvirji, mesto pa se je z leti razširilo v utrjeno trdnjavo z mestnim jarkom, utrdbami, mestnim obzidjem in topovi. Grol je bil utrjen kraj, iz katerega je bilo mogoče nadzorovati in pleniti po širšem območju. Grol je bil v španskih rokah od leta 1580 in je služil kot garnizija za Flandrijsko vojsko.
Mavricij Nassauski je začel ofenzivo proti parmskemu vojvodi Aleksandru Farneseju, da bi ponovno zavzel španska mesta. Od leta 1590 do 1593 je republika med drugim pridobila Breda, Deventer in Zutphen. Sledila so mesta na vzhodu, začenši z mestom Grol. Leta 1595 je Mavricij poskušal oblegati in zajeti Grol, vendar je Mondragon umaknil svojo vojsko iz Antwerpna, da bi se soočil z Mavricijem. Mavricij se je hotel izogniti krvavi bitki in je svojo vojsko umaknil iz okolice Grola. Dve leti kasneje, po smrti Mondragona, je Mavricij lahko nemoteno nadaljeval svoje obleganje.

## Sestava nizozemske vojske

#### V ospredju
Avangardo ( avantgardo ) vojske so sestavljali
- Edmont s 3 eskadrone (okrog 60 konjev) konjenice iz Nijmegena (skupaj 200 konjev)
- eskadrone Onsten, Batenburch in Smeltsing (200 konjev)
- in še 1820 frizijskih vojakov.

#### Glavna sila
Glavno silo (bataille) vojske so sestavljali:
- eskadron Marcela Baxa, njegovega brata in Stakenbroeks (235 konjev)
- eskadrone Louisa Laurensa, Herauguierja in Merweja (150 konjev)
- četi Van der Noota in grofa Hohenloheja (300 mož)
- trinajst praporjev (neke vrste četa) angleških vojakov (1100 mož)
- pet pehotnih ekip iz Duyvenvoordeja (550 mož)
- in pet čet vojakov iz Brederoda (500 mož).

#### Zadnji ščitnik
Zaledje ( arrière ) so sestavljali:
- pet čet, ki jih vodi grof Solms (480 mož)
- dvanajst čet škotskih vojakov (1250 mož)
- eskadron konjenica Du Boisa, Contelerja in Wagemansa (2320 konjev)
- eskadroni Drosta Sallandskega in angleških častnikov Vere, Parkerja in Sidneya (225 konjev)
- in končno konjenica Risoira, Mavricija Nassauskega in njegovega polbrata grofa Frederika Hendrika (180 konj).

Mavricijevo vojsko je sestavljalo približno 1.420 konjenikov in 6.000 pešcev, pa tudi mornarji, gospodje, častniki in drugo vojaško spremstvo. Sestava je bila enaka, kot jo je Mavricij sestavil na začetku svoje kampanje.

## Obleganje
- Shematski prikaz 'reduita' (redoubt za pobeg) in 'trenchee' (yearek)
- Tabor Mavricija Nassauskega
- Shematski prikaz redut in prenočišč za angleške, frizijske in nizozemske čete med obleganjem leta 1597

1. avgusta je Mavricij zapustil Haag, da bi začel svoj pohod na vzhodu republike. Med tem pohodom je Mavricij zaporedoma osvojil Rhineberk (20. avgusta) in Meurs (3. septembra). Kmalu po zavzetju Meursa je Mavricij prejel sporočilo, da je grof Friderik Berški vdrl v Zevenwouden s četami iz Lingena in drugih krajev. Mavricij se je nato odločil prečkati Ren, kar se je zgodilo 8. septembra. Nato je prečkal reko Lippe in Mavricij je s predhodnico njegove vojske 11. septembra prispel v Grol. Vojska, sestavljena iz angleških, frizijskih in nizozemskih vojakov, je imela 8 polkov pehote in 7 polkov konjenice, skupaj več kot 6000 mož in 1400 konj. Kolona vagonov z zalogami in živežem, tako imenovani "vojaški vlak", je bila dolga več kot 20 kilometrov.Tabor, ki so ga na hitro uredili za pehoto, je bil širok približno 650 metrov in dolg 800 metrov. Močno je deževalo in do 13. septembra so bili možje zaposleni s postavljanjem koč in kopanjem jarka okoli taborišča. V mestu Grol je bila nameščena španska garnizija, 800 'vojakov' in 3 korneti konjenikov, ki jih je vodil grof Janez Stirumski. Mavricij je tokrat brez kakršnih koli ovir s strani Mondragona začel graditi okope in 13. septembra zvečer se je začelo kopanje cikcakastih jarkov ( approches ) proti mestu. Mauritsu je uspelo izsušiti vodo iz mestnega jarka, čeprav so ga iz Grola pogosto napadali, da bi to preprečili. Mesto je bilo obstreljeno z ognjenimi kroglami s topovi, zaradi česar je v Grolu zgorelo najmanj 60 hiš.
Do 26. septembra je bil Grol popolnoma obkoljen in ob mestnem obzidju so na 24 mestih zgradili galerije za plezanje. Stirumski se je nato odločil za pogajanja o predaji Grola nizozemski vojski. Stirumski je na predlog svojega stotnika Boetbergena in izvidnika Cortenbacha govoril o prostem umiku za konje, puške, prapore, orožje in prtljago, vendar je Mavricij bil pripravljen dovoliti le odhod orožja in prtljage. Cortenbach je 27. septembra izjavil, da bodo njegovi jezdeci raje umrli, kot pa dali svoje konje. Prav tako niso želeli, da bi z njimi ravnali bolj ostro kot z osebjem v novozasedenem Rijnberku. Mavricij je zavrnil, vendar so poslanci sveta deželnih stanov popustili. Vojaki v Grolu in tudi prebivalcem, ki so želeli ostati podložniki Filipa II ., so smeli mirno zapustiti mesto. Vendar so morali obljubiti, da 3 mesece ne bodo izvajali nobenih vojaških operacij na tej strani reke Meuse. Sam Grol je bil po bojih precej poškodovan, požganih je bilo kar osemdeset hiš. Mesto je bilo umazano in razen samostana in cerkve ni bilo več niti ene kamnite hiše. 28. septembra so čete Mavricija, Viljema Ludvika in Hohenloheja vstopile v mesto, da bi ga zasedle. Tisti večer je Stirumski večerjal z Mavricijem, kot je bilo običajno po obleganju in predaji pod pogoji. Mavricij je za guvernerja Grola postavil gospoda Dortskega.

## Posledice
Naslednje popoldne je Maurits nadaljeval in 9. oktobra zavzel Bredevoort, ki je po nesreči pogorel, razen 20 hiš. Mavricij je bil zaradi tega zelo razburjen, po drugi strani pa je to videl kot odvračilni primer za druga mesta na njegovem seznamu želja. Nato se je premaknil proti severu in zavzel Enschede (18. oktober), Ootmarsum (21. oktober), Oldenzaal (23. oktober) in Lingen (13. november). Njegovi uspehi so pomenili veliko zmago republike, kjer se je govorilo o zaprtju 'vrta republike'.
Grol so leta 1606 ponovno zavzeli Španci, ki jih je vodil Ambrosio Spinola. Potem je trajalo več kot dvajset let, preden je Grol končno prišel pod upravo Generalnih stanov.    